# 잘란브사르 스타디움
잘란브사르 스타디움(영어: Jalan Besar Stadium, 말레이어: Stadium Jalan Besar, 중국어: 惹兰勿刹体育场, 타밀어: ஜாலான் புசார் ஸ்டேடியம்)은 싱가포르에 있는 국립경기장이다. 영 라이언즈, 호우강 유나이티드, 싱가포르 축구 국가대표팀의 홈 경기장이다.

## 기록

### 2006년 AFC U-17 챔피언십
| 날짜            | 팀 1                   | 스코어      | 팀 2                   | 라운드 |
| --------------- | ---------------------- | ----------- | ---------------------- | ------ |
| 2006년 9월 3일  | 대한민국               | 3 - 1       | 싱가포르               | A조    |
| 2006년 9월 3일  | 일본                   | 6 - 0       | 네팔                   | A조    |
| 2006년 9월 4일  | 조선민주주의인민공화국 | 1 - 2       | 사우디아라비아         | C조    |
| 2006년 9월 5일  | 싱가포르               | 1 - 1       | 일본                   | A조    |
| 2006년 9월 5일  | 대한민국               | 2 - 0       | 네팔                   | A조    |
| 2006년 9월 6일  | 미얀마                 | 2 - 6       | 조선민주주의인민공화국 | C조    |
| 2006년 9월 7일  | 일본                   | 2 - 1       | 대한민국               | A조    |
| 2006년 9월 7일  | 이란                   | 0 - 0       | 이라크                 | B조    |
| 2006년 9월 8일  | 중화인민공화국         | 5 - 0       | 방글라데시             | D조    |
| 2006년 9월 11일 | 일본                   | 1(8) - 1(7) | 이란                   | 8강    |
| 2006년 9월 11일 | 타지키스탄             | 1 - 0       | 대한민국               | 8강    |
| 2006년 9월 14일 | 일본                   | 2 - 0       | 시리아                 | 4강    |
| 2006년 9월 14일 | 타지키스탄             | 0 - 3       | 조선민주주의인민공화국 | 4강    |
| 2006년 9월 17일 | 시리아                 | 3(4) - 3(5) | 타지키스탄             | 3 4위  |
| 2006년 9월 17일 | 일본                   | 4 - 2       | 조선민주주의인민공화국 | 결승   |

## 같이 보기
- 2006년 AFC U-17 챔피언십